# Càncer colorectal
El càncer colorectal, també anomenat càncer de còlon o, menys freqüentment, càncer d'intestí gros, inclou els creixements cancerosos en el còlon, el recte i l'apèndix. El càncer colorectal és clínicament diferent del càncer anal, que afecta l'anus.
Amb 655.000 morts a tot el món per any, és la cinquena forma més comuna de càncer als Estats Units, amb 147.950 nous casos diagnosticats l'any 2020, i la tercera causa de mort relacionada amb el càncer en el món occidental.
Sovint el càncer colorectal es deriva de pòlips adenomatosos del còlon. Aquests creixements en forma de fong són normalment benignes, però alguns es converteixen en càncer amb el temps. El càncer de còlon localitzat generalment es diagnostica a través d'una colonoscòpia.
Els càncers invasius que estan limitats dins de la paret del còlon (estadis TNM I i II) són curables amb cirurgia. Si no es tracta, s'estenen als ganglis limfàtics regionals (estadi III), un estadi en el qual fins a un 73 per cent dels casos són curables amb cirurgia i quimioteràpia. El càncer que fa metàstasi a llocs distants (estadi IV) generalment no és curable, tot i que la quimioteràpia i la radioquimioteràpia poden prolongar la supervivència, i en casos rars, s'han vist casos de guarició amb la cirurgia juntament amb la quimioteràpia. La radioteràpia combinada amb immunoteràpia s'utilitza amb frecuència en casos de càncer de recte. La mida del tumor en el moment del diagnòstic ajuda a predir el temps de supervivència a llarg termini dels pacients amb càncer colorectal. Un tumor de més de 6 cm de diàmetre té un risc de mortalitat general molt superior al d'un tumor de menys de 2 cm. A Catalunya, té una taxa de supervivència a cinc anys per a homes al voltant del 58-69% i per a dones al voltant del 62-74%. Aproximadament, un 25 per cent dels malalts amb càncer colorectal presenta metàstasis hepàtiques quan és diagnosticat i un altre 25 per cent les desenvolupa de forma metacrònica, sobretot durant els tres primers anys posteriors a l'exèresi del tumor primari.
A escala cel·lular i molecular, el càncer colorectal s'inicia amb una mutació a la via de senyalització Wnt. Quan una de les proteïnes Wnt s'uneix a un receptor en la cèl·lula, es posa en moviment una cadena d'esdeveniments moleculars que acaba amb el desplaçament de β-catenina al nucli i l'activació d'un gen en l'ADN. Pel càncer de budell gros (exclòs el recte), a Catalunya, les taxes de mortalitat (x 100.000 hab.; i en % sobre el total de càncers per sexe; estandarditzades segons sexe, 2018) són: 10,96 dones; 21,99 homes; 15,69 total; 9,78% en dones; 9,31% en homes. Pel càncer de recte i anus, a Catalunya, les taxes de mortalitat (x 100.000 hab.; i en % sobre el total de càncers per sexe; estandarditzades segons sexe, 2018) són: 3,38 dones; 8,43 homes; 5,60 total; 3,02% en dones; 3,57% en homes. En el càncer colorectal, els gens d'aquesta cadena estan alterats. En general, un gen anomenat APC, que és un "fre" a la via Wnt, està danyat. Sense el treball de fre d'aqueste gen, la via Wnt està encallada en la posició "on". La presència en un càncer colorectal de mutacions en l'oncogèn KRAS és un signe de mal pronòstic. Pel càncer de budell gros (exclòs el recte), a Catalunya, les taxes de mortalitat (x 100.000 hab.; i en % sobre el total de càncers per sexe; estandarditzades segons sexe, 2018) són: 10,96 dones; 21,99 homes; 15,69 total; 9,78% en dones; 9,31% en homes. Pel càncer de recte i anus, a Catalunya, les taxes de mortalitat (x 100.000 hab.; i en % sobre el total de càncers per sexe; estandarditzades segons sexe, 2018) són: 3,38 dones; 8,43 homes; 5,60 total; 3,02% en dones; 3,57% en homes.
La dieta, particularment la baixa en fibres i/o abundant en carn vermella i processada, la síndrome metabòlica, la malaltia inflamatòria intestinal i l'edat són uns factors de risc importants. Segons dades del 2023, es van produir 153.020 nous casos de càncer colorectal als Estats Units. El 11 per cent en individus menors de 49 anys, el 28 per cent en els d'entre 50 i 64 anys i el 61 per cent en majors de 65 anys. Del total de les 52.550 defuncions causades per aquest càncer, només el 7 per cent corresponia a menors de 50 anys. A Espanya, la incidència de càncer colorectal en la població hospitalitzada durant el període 2011-2016 va ser de 106 casos/10.000 pacients, amb una mortalitat dins dels hospitals de les diferents comunitats autònomes del 10,07 per cent. Junt amb el d'anus, a Girona, la incidència percentual sobre el total de càncers és del 15%; per a homes al voltant del 14% i per a dones al voltant del 14%. A Catalunya, des de la introducció en el sistema sanitari de programes de cribratge del càncer colorectal basats en la detecció immunoquímica de sang oculta en femta i posterior colonoscòpia en cas de positivitat, s'ha observat una reducció significativa de la mortalitat per aquest tipus de càncer. L'ADN tumoral circulant en sang és un biomarcador multimodal precís i mínimament invasiu del càncer colorectal que pot augmentar significativament l'eficàcia del seu cribratge. Científics xinesos han dissenyat un model de regressió logística de gran sensibilitat que incorpora l'edat i diversos biomarcadors tumorals com a factors diagnòstics del carcinoma colorectal, amb el propòsit d'assolir millors capacitats predictives aplicables al cribratge d'aquest càncer.
La síndrome de Lynch és el principal trastorn genètic causant de càncer hereditari colorectal. Les persones amb síndrome de Muir-Torre, poliposi associada a mutacions en el gen MUTYH, síndrome tumoral d'hamartomes múltiples associada a mutacions en la línia germinal del gen PTEN, síndrome de Cowden, síndrome de poliposi juvenil, síndrome de poliposi serrada, síndrome de Peutz-Jeghers o poliposi adenomatosa familiar també tenen una forta predisposició genètica a desenvolupar un càncer de còlon.